# Emmanuel Zapata
Emmanuel Zapata (San Martín, 7 ottobre 1986) è un pentatleta argentino.

## Biografia
Nel 2014 ha sposato la pentatleta di caratura internazionale Iryna Khokhlova, che rappresentò l'Ucraina ai Giochi olimpici di Londra 2012 e l'Argentina alla successiva edizione di Rio de Janeiro 2016.
Ha gareggiato ai Giochi olimpici estivi di Rio de Janeiro 2016, dove si è piazzato al trentesimo posto nella gara maschile.

## Palmarès
- Giochi panamericani

Lima 2019: bronzo nella staffetta maschile;
- Campionati panamericani

Santo Domingo 2013: argento nell'individuale;
Mexico City 2014: bronzo nell'individuale;
Lima 2018: oro nell'individuale;
- Giochi mondiali militari

Rio de Janeiro 2011: bronzo nell'individuale;